# 斯蒂爾鎮區 (北卡羅萊納州羅恩縣)
斯蒂爾鎮區（英語：Steele Township）是位於美國北卡羅萊納州羅恩縣的一個鎮區。

## 地方資料
斯蒂爾鎮區的面積為56.90平方千米，皆為陸地。根據2020年美國人口普查的數據，當地共有人口1517人，而人口密度為每平方千米26.66人。